# Noël Alpi
Pour les articles homonymes, voir Alpi.
Noël Alpi est un réalisateur et producteur de cinéma français.

## Biographie
Après des études de droit, Noël Alpi occupe les fonctions d’Editeur dans une revue juridique. Il tourne ensuite des courts-métrages et à tourné aussi des films institutionnels, pour Sollac, France Telecom et EDF.
Il réalise ensuite des documentaires pour France télévisions et les chaînes thématiques. Il a réalisé à ce jour deux longs métrages : en 1997 et en 2020. Noël Alpi est également producteur à la Gaillarde Productions depuis 2005.

## Filmographie

### Courts métrages
- 1985 : Appelons-là Marie (18 min)
- 1985 : Et si j'étais Rousse (10 min)
- 1987  : L'Homme le plus gentil du monde (16 min)
- 2003 : Grand Ciel (30 min)
- 2008 : Entre deux avions (25 min)

### Documentaires (52 min)
- 2003 : Avoir cent ans
- 2004 : Vivre chez soi
- 2005 : Le Lycée, ma vie et moi
- 2005 : Chargés de mission ecclésiale
- 2006 : Pêcheurs en doris
- 2007 : Le Grand Alexandre
- 2008 : Juifs et chrétiens ensemble
- 2010 : Juin 40 : la République meurt à Bordeaux
- 2011 : Rencontre avec Michaël Lonsdale
- 2012 : La Mission de France
- 2014 : Cafés-Couples
- 2016 : L'Autre Thérèse

### Longs métrages
- 1997 : Jeunesse
- 2021 : Grand Ciel